# 海德拉巴科技城
海德拉巴科技城全名海德拉巴資訊科技工程都市（英語：Hyderabad Information Technology and Engineering Consultancy City，HITEC City），是L&T Infocity 為增進技術水準而設計、建置的都市。該市佔地61公頃，耗資3億7500萬美元，是一個獨立的商業區，為海得拉巴培訓優秀人才。安得拉邦政府將海德拉巴科技城外圍20公頃的Cyberabad作為本城基礎設施之用。
海德拉巴科技城分為以下部份：
- 第一期：網絡之塔(Cyber Towers)
- 第二期：網絡之道(Cyber Gateway)
- 第三期：網絡之珠(Cyber Pearl)
- 高級住宅區
- 酒店
- 隸屬杜拜房地產商Emaar的海德拉巴會議中心
- 展覽中心 （页面存档备份，存于）
- CII - Sohrabji Godrej 綠色商業中心 （页面存档备份，存于）

## 第一期
網絡之塔是科技城的第一期，於1998年11月落成。如今已有許多大型企業，如：微軟、甲骨文、通用電力、和Capitoly在這裡設立海外研發中心或客服中心。
網絡之塔分為四個扇型，中心處是一座巨型噴泉。為避免訪客忘記應該前往哪一座建物，大廳接待員會協助訪客前往正確地點。另外大廳也有幾家銀行駐點、ATM、導覽服務、書店、禮品店、點心吧和世界新視窗(NEW Windows of the World)餐廳。歷經一天疲憊後，傍晚時工作人員到大廳來小歇片刻，充電後即可以再度投入工作。
離此最近的車站是海德拉巴車站，有4公里之遠。

## 第二期
網絡之道科技城第二期，提供網絡之塔所需所有設備。其命名緣由自位於建物之前的拱門是通往科技城其他地方的通道。此處有866,000平方英呎(80,500平方公尺)辦公空間，延伸出寬達8英畝(32,000平方公尺)的玻璃裝飾地面，路標花園，以及豪華候客室。
網絡之道特別為科技化服務和企業流程委外而設計，備有複雜的通訊與電力設施。許多大型企業在本建物設有海外作業中心，如戴爾電腦、通用電力、Capitol唱片。其中第一家在進駐此地的公司是微軟電腦，很快地甲骨文以及其他公司也峰擁而來。這些公司無論在規模上與作業上都不斷成長，進而建立自己的中心。
網絡之到外型優美且寬敞。第一區附近有座大型戶外廣場。專門資訊人員利用這裡紓解工作後的疲勞。數個小型噴泉散佈各處，製造聲光效果以舒緩人們的緊張情緒，另外時鐘附近也有家自助餐廳。

## 第三期
網絡之珠，是科技城第三期，於2004年10月13日落成，佔地1百萬平方英尺(9千平方公尺)以上。這是LTIAL(L&T 公司和新加坡房地產商Asecndas合資公司)的第一個建案，也是Asecndas在海德拉巴的第一個投資案。
有一個小八卦，網絡之珠原本要命名為網絡之洲，但是因為海德拉巴素以珍珠聞名，故最後仍由網絡之珠勝出。
目前網絡之珠有80%空間已有企業入主，包括：
- 匯豐銀行
- 基因公司
- Nipuna(企業流程委外創始公司)

## 展覽中心
海德拉巴國際貿易博覽會有限公司(HITEX)是印度最新、最先進的國際展覽館、會議中心、貿易展場和業界新聞，由德籍建築師主導設計概念。2003年1月14日，分別由總理Arun Shourie和安德拉邦地方首長Andhra Pradesh主持博覽館、貿易辦公大樓的落成典禮。
博覽館是科技城的公司樞紐，也是印度最先進的展覽中心。基於策略上考量，該館坐落於海德拉巴最新開發的區域─Madhapur(靠近科技城)，是能源產業和科技集散地。
該地將近100平方英畝(40平方公尺)土地上，遍布大型設備，是海德拉巴新興城市，可說是下一個發展目標。
促使博覽館成為印度最佳出口中心的主要因素如下：
- 印度最現代、最先進的國際展覽中心，秉照德國進口中心規格設計，具有最好硬體設備和服務。
- 海德拉巴正好位於印度大陸正中央，到全國各地幾乎等距，提供前往東方現代國家與中東之路。
- 海德拉巴是印度發展最快的國際性都市之一。
- 博覽館由掌權的政府和民間合資公司推動與管理，全體公民以及洲際觀光局接參與其中。

GITEX是杜拜世貿中心和安德拉邦政府的通訊部門偕同主辦的資訊技術與通訊(Information Technology & Communications, IT&C)出口年度會展。眾多公司都相當滿意參展後的收益。雖然會展和協議書不時會有變化，顯示海德拉巴的資訊展對專業資訊產業而言是一個重要平台。

## CII - Sohrabji Godrej 綠色商業中心
綠色商業中心(The Green Business Center, GBC)佔地5英畝(2千平方公尺)靠近海德拉巴科技城，於2000年3樂美國前總統柯林頓來訪時開始構思。綠色組織和印度產業工會策略性合作，一同建立海德拉巴的綠色商業中心，以促進印度的環保行動。目前本中心已竣工並有人員進駐，綠色組織和飛利浦環保企業中心進行中的合作計畫正立基於此。
印度產業工會(Confederation of Indian Industry, CII)是非政府、非營利性，由工業界主導與管理的組織。工會於100多年前成立，可說是印度頂尖工業組織，和4150間以上來自私部門與公部門的公司有直接會員關係，或是與部門組織有間接會員關係。CII涵蓋印度80%有組織的工業，包括80家本土公司，9家海外公司，和92國的191類似組織有聯繫。CII可作為印度產業與國際企業集團參考對象。

## 海德拉巴國際會議中心
海德拉巴國際會議中心由杜拜興建，有4000個座椅，擁有印度最大最進步的會議設施。會議中心面積為291,000平方英尺(27,000平方公尺)，300個房間的商務旅館廣及15英畝(61,000平方公尺)。會議中心有中央空調，座椅可增至6,500個。數種自動化設備可將效能最大化，和世界水準比較毫不遜色。
右圖是2006年1月7~9日在海德拉巴國際會議中心舉辦的Pravasi Bharatiya Divas 第四屆年會，代表們正專心聆聽演講。

## Shilpakala Vedika
就文意而言，Shilpa意指雕刻、kala是藝術、vedika是平台。而Shilpakala Vedika確實可說是一件藝術品。
Shilpakala Vedika是歸AP國際基礎設施集團(THE Andhra Pradesh Industrial Infrastructure Corporation, APIIC)所有的禮堂，位於科技城，到車站和機場交通便利。60,000英尺的禮堂在業界獨一無二。企業可以在安靜、便利、設備完善的環境下進行活動。該處相當適合舉行會議，隱密性高。禮堂在設計上相當具有彈性，提供多種結構配置選擇，足以符合大部分複雜或特別的會議需求。

## Mindspace 科技園

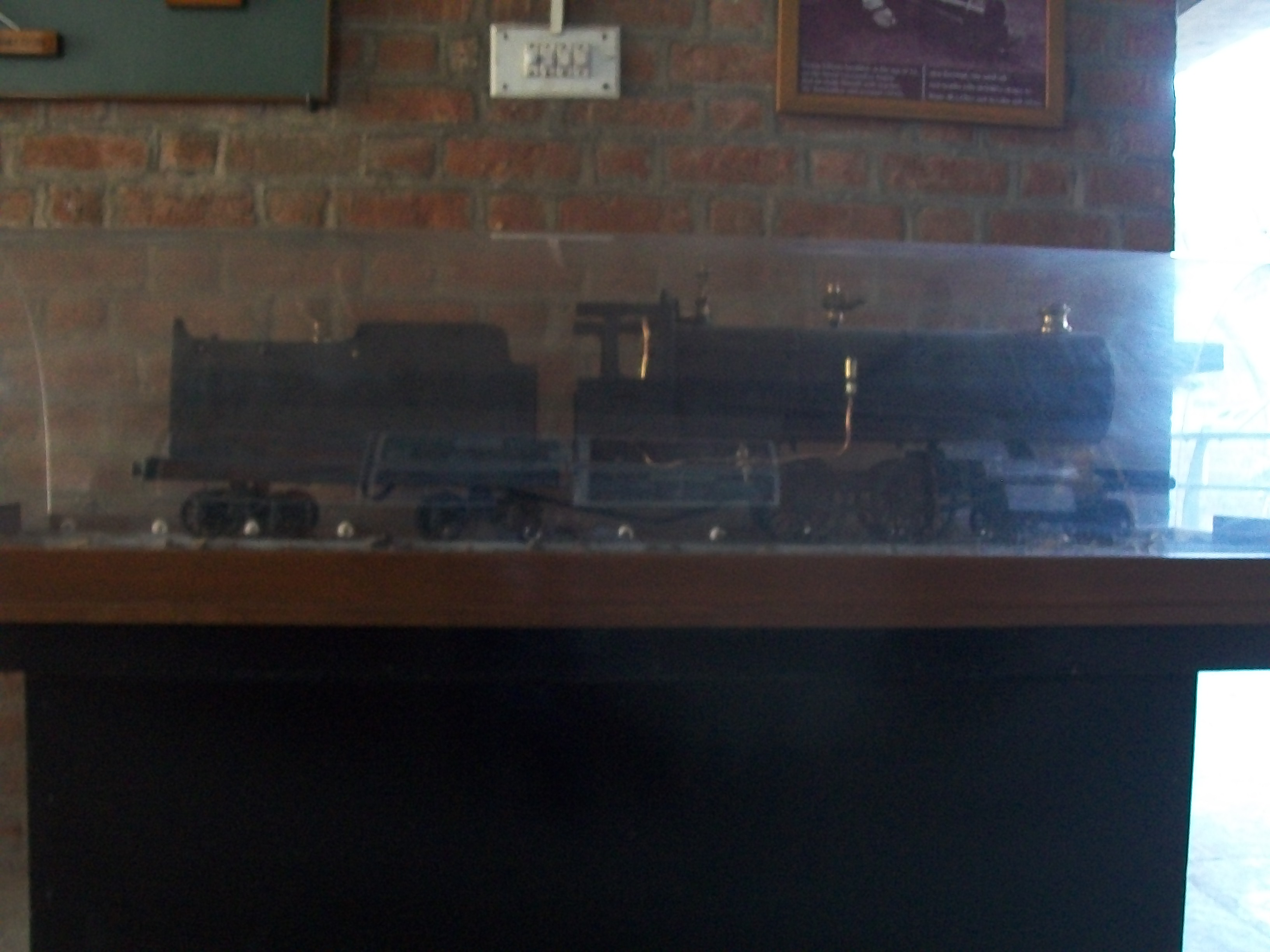
The Computer Sciences Corporation (CSC) office, Mindspace, HITEC City

心境夢公園(The Mindspace IT Park)是Raheja公司推動的計畫，

## 海德拉巴科技城內各大公司的園區
一些公司着手在海德拉巴科技城内外兴建了配套设施。例举如下......
- Computer Maintanence Corporation (CMC) 園區
- Convergys 園區
- DELL 園區
- E-Park 園區 (Currently leased by TCS)
- HSBC 園區
- Kanbay 園區
- Infosys 園區
- Infotech Enterprises 園區
- Microsoft 園區
- Oracle 園區
- Polaris 園區
- Satyam Cyber Space 園區
- Sierra Atlantic 園區
- Soft Sol 園區
- SQL* 園區 ( Currently leased by CSC)
- Tata Consultancy Services (TCS) 園區 (Deccan Park)
- Value Labs 園區
- WIPRO 園區 (Before Cyber Towers)
- WIPRO 園區 (Manikonda)

### 微軟海德拉巴園區
微軟海德拉巴開發中心園區佔地42.5英畝是微軟公司在美國境外最大的設施，也是在印度第一所設施。園區共分三個部份：
- 印度開發中心(IDC)
- 印度環球傳遞中心(GDCI)
- 營銷及市場推廣部門

除了開發實驗室外，園區還有運動設施作為員工的文娛中心。
微軟印度開發中心在1998年開始運作，是開發重要產品的策略性中心。微軟印度開發中心已經推出好幾個包括了Unix服務的產品、.NET平台的Visual J#.NET等等。現在為Windows R2 Server及Longhorn開發技術。開發團隊正在開發Visual Studio及Visual Studio Team System的下一個版本。

### TCS德干園區
德干園區是Tata Consultancy Services單一最大全球開發中心，是由瑞士建築家Mario Botta所設計的。The Deccan Park has been set up with an estimated investment of 15 billion INR with recreation and sporting facilities, which houses more than 2,200 professionals. The centre has been set up in 11 acres (45,000 m²) of land, with a built-up area around 320,000 ft² (30,000 m²) on 9 floors.
This global development centre is the centre of excellence in domain areas such as 電訊, 電子政府、生物科學, ports and shipping and also deploy cutting-edge technologies including .Net, opensource billing and 生物資訊學.